# Silvio Bagolini
Silvio Bagolini (né à Bologne le 4 août 1914 et mort dans la même ville le 26 septembre 1976) est un acteur italien.

## Biographie
Né à Bologne, Bagolini étudie l'architecture à l'Université de Bologne, sans obtenir de diplôme. Il fait ses débuts d'acteur avec un rôle principal dans un film amateur expérimental de 1934, Verde nei prati et s'installe à Rome où il entre au Centro Sperimentale di Cinematografia.
En 1936, il fait ses débuts professionnels dans le film La danza delle lancette, et à partir de ce moment, il commence une intense carrière de comédien, comme acteur de genre, souvent dans des rôles humoristiques. Toujours actif sur scène et à la télévision, il abandonne sa carrière dans les années 1970  pour devenir gérant d'une filature.

## Filmographie partielle
- 1936 : La danza delle lancette  de Mario Baffico
- 1938 : L'amor mio non muore! de Giuseppe Amato
- 1939 : Piccolo hotel de Piero Ballerini
- 1940 : Les Cadets de l'Alcazar  ( L'Assedio dell'Alcazar) d'Augusto Genina
- 1942 : La Farce tragique  (La cena delle beffe) de Alessandro Blasetti
- 1942 : Apparizione de Jean de Limur
- 1946 : Le Dernier Rêve ( L'ultimo sogno) de Marcello Albani
- 1950 : Les Feux du music-hall (Luci del varietà) d' Alberto Lattuada et Federico Fellini
- 1950 : Sa Majesté monsieur Dupont  (Prima Comunione)  d'Alessandro Blasetti
- 1951 : Trieste mia! de Mario Costa
- 1952 : Heureuse Époque (Altri tempi - Zibaldone n. 1) d'Alessandro Blasetti
- 1952 : Abracadabra de Max Neufeld
- 1953 : Puccini de Carmine Gallone
- 1953 : L'Âge de l'amour (L'età dell'amore) de Lionello De Felice
- 1955 : Symphonie inachevée (Sinfonia d’amore) de Glauco Pellegrini
- 1956 : Le Chevalier de la violence (Giovanni dalle Bande Nere) de Sergio Grieco
- 1957 : T'aimer est mon destin ( Amarti è il mio destino) de Ferdinando Baldi
- 1958 : Un morceau de ciel  (Un ettaro di cielo) de Aglauco Casadio
- 1958 : Amour et Ennuis (Amore e guai) d'Angelo Dorigo
- 1959 : Sursis pour un vivant (Pensione Edelweiss) de  Ottorino Franco Bertolini et Víctor Merenda
- 1962 : Boccace 70  (Boccaccio '70) de Federico Fellini – 2e sketch : Les Tentations du docteur Antoine
- 1964 : Le Jeudi (Il giovedì) de Dino Risi
- 1966 : Zorro le rebelle (Zorro il ribelle) de Piero Pierotti
- 1967 : Le Jour de la haine (Per 100.000 dollari t'ammazzo) de Giovanni Fago
- 1968 : Los machos (Uno di più all'inferno) de Giovanni Fago
- 1971 : Le Juge de Jean Girault et Federico Chentrens